# Villa Folkvang

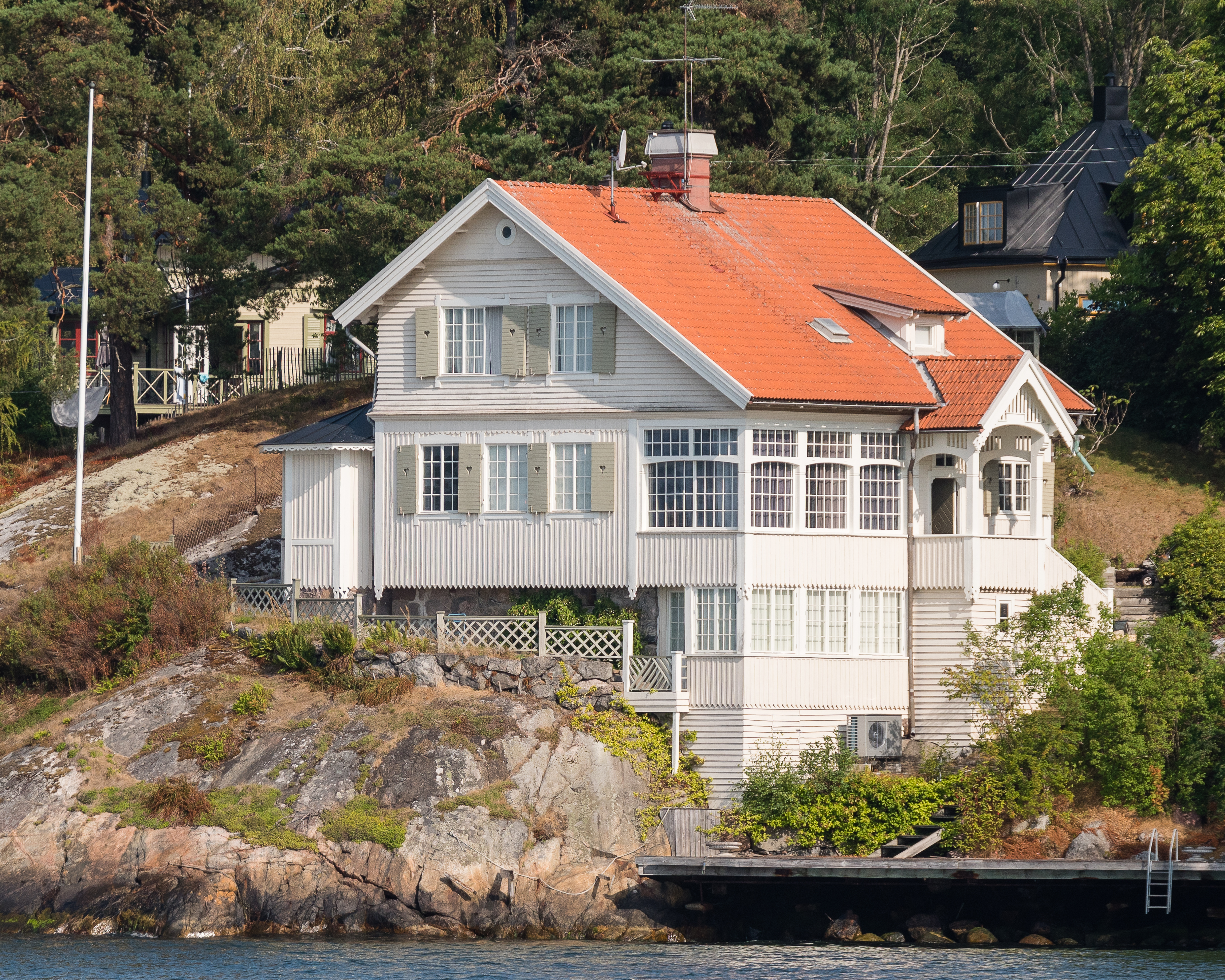
Villa Folkvang, sedd från farleden, 2018.

Vill Folkvang kallas en kulturhistoriskt värdefull sommarvilla belägen intill Halvkakssundet på Hasseludden i Nacka kommun. Villan ritades 1901 av och för arkitekten Folke Zettervall.

## Beskrivning
Villan fick namnet Folkvang efter Frejas jättelika boning Folkvang i Asgård. Byggnaden uppfördes på en klippa intill Halvkakssundet med vidsträckt vy över farleden mot Lidingö. Fasaderna kläddes i vitmålad stående och liggande träpanel, stilen är norskinfluerad jugend med drag av nationalromantiken. Villan fick en våning och inredd vind under ett tegeltäckt sadeltak. Det ena takfallet hade förlängts och skapade plats för trappan till övervåningen, samt en vinkel där verandan placerades. Den var ursprungligen öppen men är idag inglasad med småspröjsiga fönster. Fönstersättningen var oregelbunden och fönstren hade svagt profilerade omfattningar och luckor med utsågade hjärtan.
Huset hade ett enda stort sällskapsrum, salen, som hade en utbyggnad i form av en åttkantig paviljong i en våning. Att det fanns bara ett sällskapsrum var nytt och innebar en tydlig förenkling av det representativa sällskapslivet i Skärgårdens sommarnöjen. Strax sydväst om Folkvang ligger Villa Hamndalen som ritades 1864 av Folke Zettervalls far, Helgo Zettervall.